# Kanton Argent-sur-Sauldre
Der Kanton Argent-sur-Sauldre war bis 2015 ein französischer Wahlkreis im Département Cher und in der Region Centre-Val de Loire. Er umfasste vier Gemeinden im Arrondissement Vierzon; sein Hauptort (frz.: chef-lieu) war Argent-sur-Sauldre. Die landesweiten Änderungen in der Zusammensetzung der Kantone brachten im März 2015 seine Auflösung.  Vertreter im conseil général des Départements war zuletzt für die Jahre 1998–2015 Thierry de Montbel.

## Gemeinden
| Gemeinde           | Einwohner Jahr | Fläche km² | Bevölkerungsdichte | Postleitzahl | Code INSEE |
| ------------------ | -------------- | ---------- | ------------------ | ------------ | ---------- |
| Argent-sur-Sauldre | 2130 (2013)    | –          | – Einw./km²        | 18410        | 18011      |
| Blancafort         | 1116 (2013)    | –          | – Einw./km²        | 18410        | 18030      |
| Brinon-sur-Sauldre | 1008 (2013)    | –          | – Einw./km²        | 18410        | 18037      |
| Clémont            | 717 (2013)     | –          | – Einw./km²        | 18410        | 18067      |